# Aranda de Duero

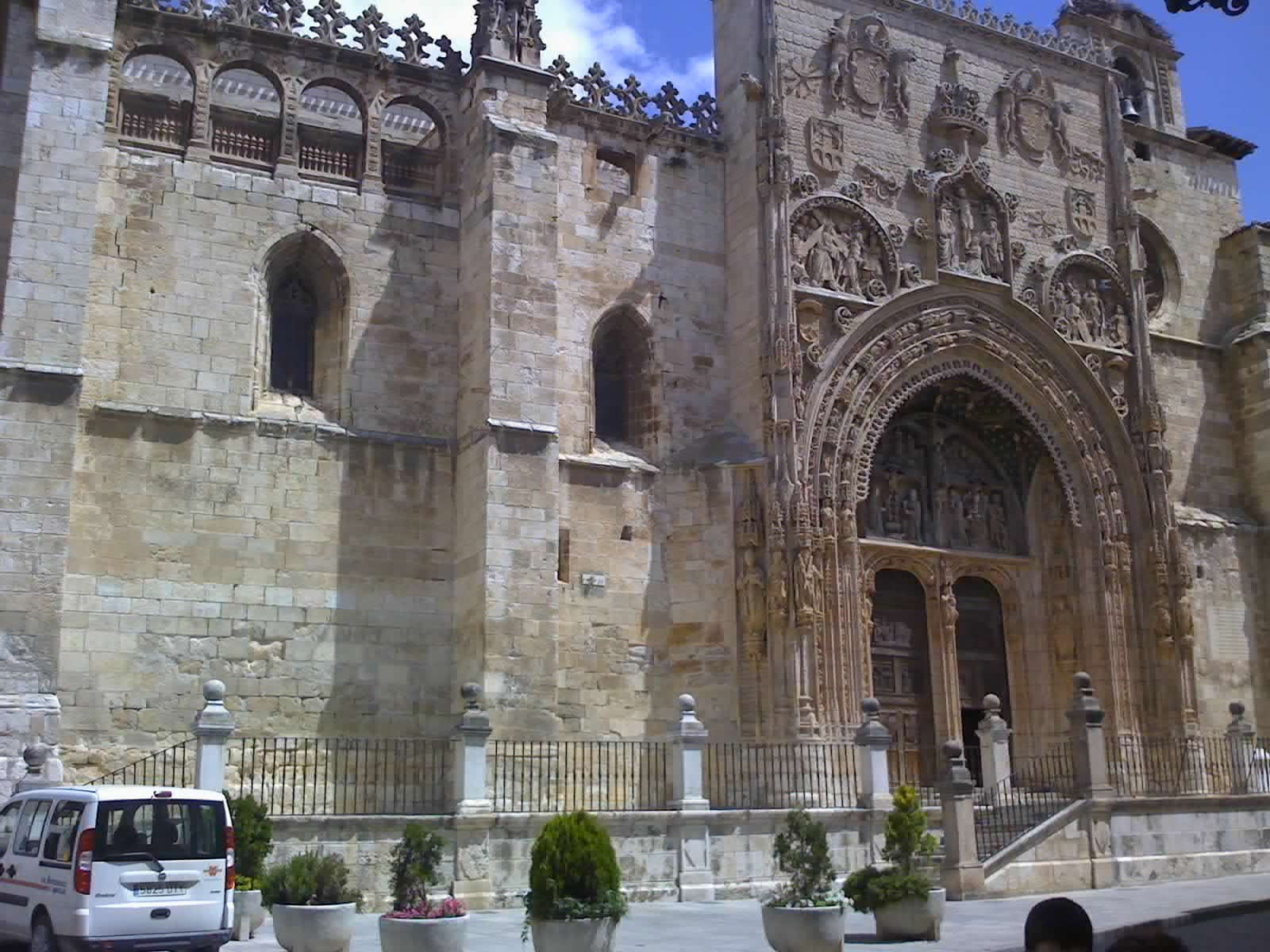
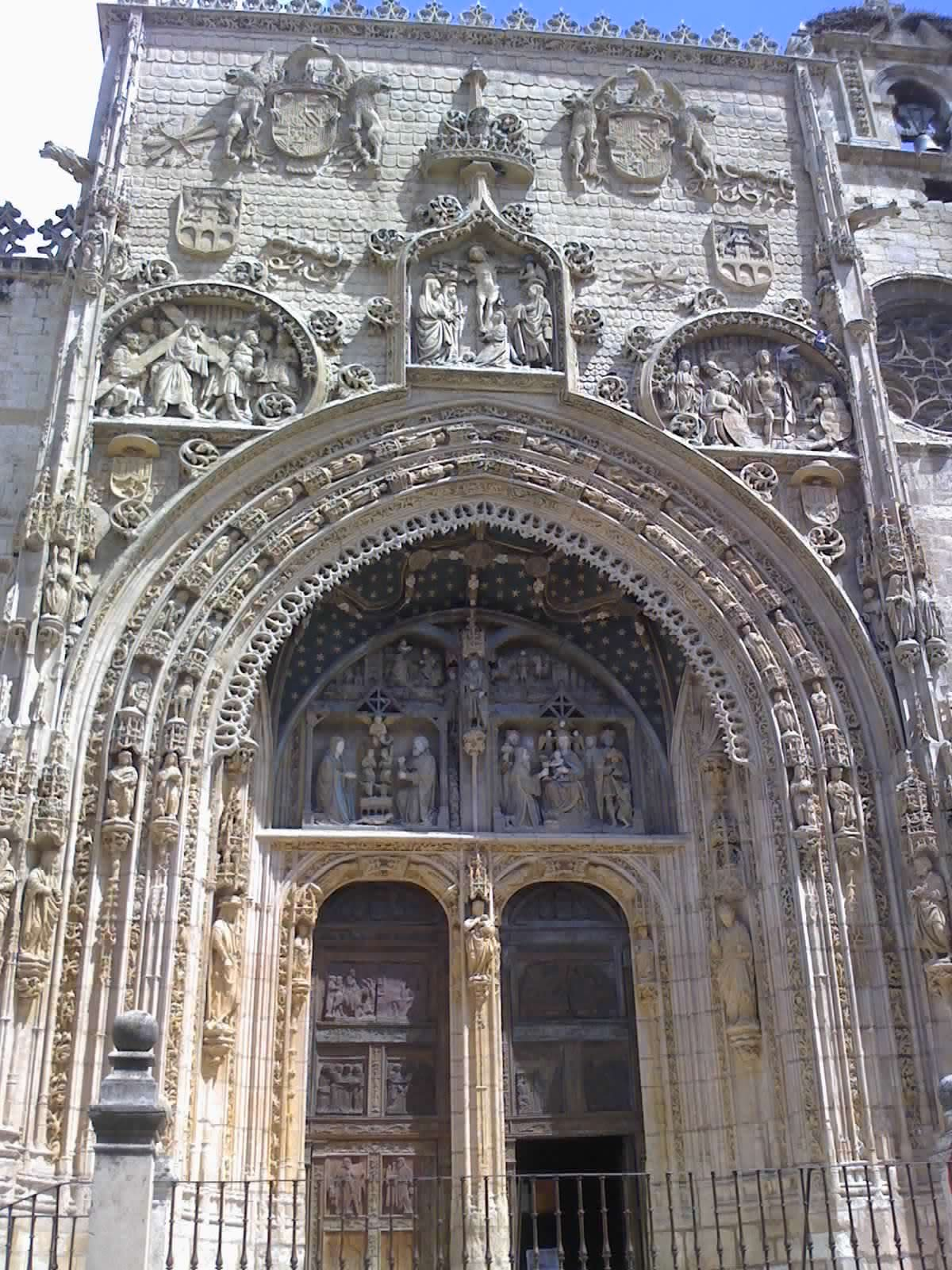
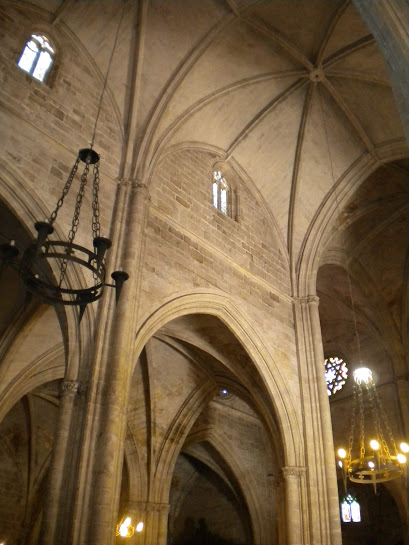
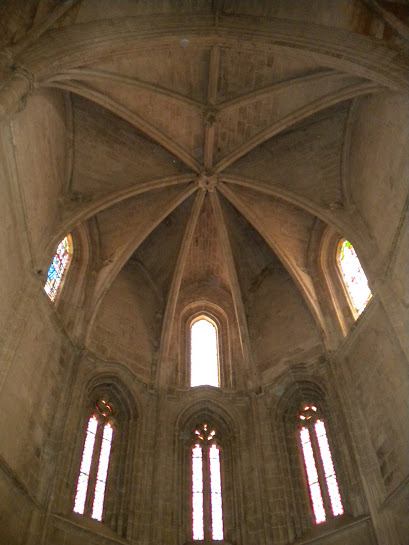

Aranda de Duero là một đô thị trong tỉnh Burgos, Castile và León, Tây Ban Nha. Dân số xấp xỉ 32.000 người. Mã bưu điện là 09400.

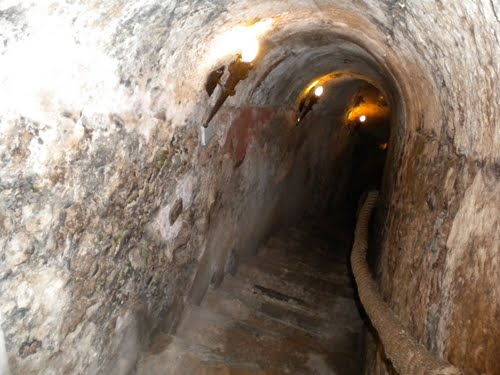
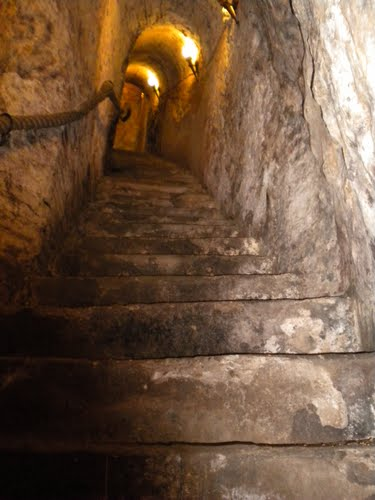
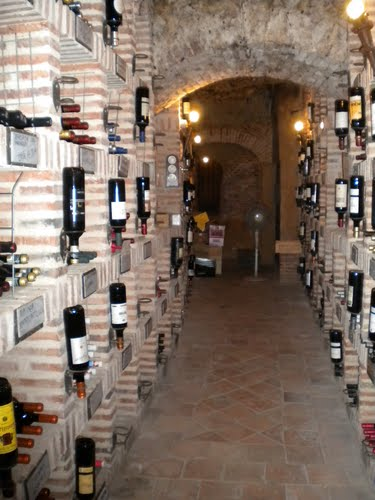
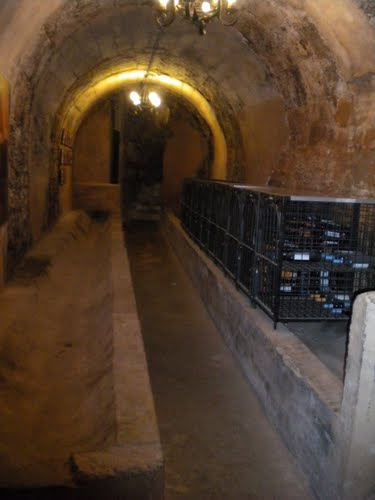

## Thành phố kết nghĩa
Miranda do Douro (Portugal)
 Salon-de-Provence (France)
 Langen (Germany)
 Santa Cruz de Tenerife (Tây Ban Nha)
 Roseburg, Oregon (United States) 